# Мечкул
Мечку̀л е село в Югозападна България. То се намира в община Симитли, област Благоевград.

## Население

### Етнически състав
Преброяване на населението през 2011 г.
Численост и дял на етническите групи според преброяването на населението през 2011 г.:
|                     | Численост |
| Общо                | 28        |
| Българи             | 28        |
| Турци               | 0         |
| Цигани              | -         |
| Други               | -         |
| Не се самоопределят | -         |
| Неотговорили        | -         |

## География
Селото е разположено в северозападните склонове на планината Пирин, приблизително на 700 метра надморско равнище.

## История
Църквата „Свети Илия“ е построена на 3 km южно от селото в 1805 година. Към нея в 1836 година е открито килийно училище с учител Димитър Паскалев Тоев. В 1892 година е построена църквата „Св. св. Петър и Павел“, обявена за паметник на културата. Към 1900 година според статистиката на Васил Кънчов („Македония. Етнография и статистика“) населението на селото е 620 души, всички българи християни.
Митрополит Емилиан Мелнишки пише, че на 5 януари 1908 година 5-членна българска чета е обсадена от войска в Мецкево, Мелнишко, но с помощта на селяните се спасява в нощта.

## Личности
Родени в Мечкул
- Ангел Кипров Ангелов (6 октомври 1895 - 24 август 1925), завършва VII клас, в 1913 година семейството му се изселва в Крупник, където Кипров става писар в общината, член е на БЗНС от основаването на дружба в селото и подкрепя политиката на сътрудничество в БКП, арестуван от дейци на ВМРО на 13 август 1925 година, измъчван и убит на 24 август в местността Орловец[7]
- Георги Пенков Николов (1890 – 1925), български революционер, деец на ВМОРО и ВМРО
- Тома Пенков Николов (пр. 1890 – 1918), български политик

Починали в Мечкул
- Христо Апостолов (1860 – 1912), български революционер